# Mount Andes
Mount Andes ist ein 2525 m hoher Berg im Marie-Byrd-Land. Er ragt im südöstlichen Teil der Tapley Mountains auf.
Der United States Geological Survey kartierte ihn anhand eigener Messungen und mithilfe von Luftaufnahmen der United States Navy zwischen 1960 und 1963. Das Advisory Committee on Antarctic Names benannte den Berg nach Lieutenant Commander Paul Gowdy Andes (* 1930) von der United States Navy, Pilot auf der McMurdo-Station von 1962 bis 1963 und von 1963 bis 1964.